# Marian Wieroński
Marian Stanisław Wieroński (ur. 2 sierpnia 1896 w Krakowie, zm. 2 czerwca 1948 w Wielkiej Brytanii) – pułkownik piechoty Wojska Polskiego, kawaler Orderu Virtuti Militari.

## Życiorys
Marian Stanisław Wieroński urodził się 2 sierpnia 1896 w Krakowie. Po odzyskaniu przez Polskę niepodległości został przyjęty do Wojska Polskiego. Uczestniczył w wojnie polsko-bolszewickiej.
3 maja 1922 roku został zweryfikowany w stopniu kapitana ze starszeństwem z dniem 1 czerwca 1919 roku i 1386. lokatą w korpusie oficerów piechoty, a jego oddziałem macierzystym był 81 pułk piechoty. W latach 20. pozostawał oficerem 3 pułku strzelców podhalańskich w Bielsku-Białej. W listopadzie 1924 został przydzielony do Powiatowej Komendy Uzupełnień Nowy Targ na stanowisko oficera instrukcyjnego. W marcu 1926 roku, w związku z likwidacją stanowiska oficera instrukcyjnego, został przydzielony do macierzystego pułku. 27 stycznia 1930 roku został mianowany majorem ze starszeństwem z dniem 1 stycznia 1930 roku i 46. lokatą w korpusie oficerów piechoty. Do lata 1934 roku pełnił służbę w Korpusie Kadetów Nr 3 w Rawiczu. 20 września 1930 roku został wyznaczony na stanowisko dowódcy batalionu szkolnego. 7 czerwca 1934 roku ogłoszono jego przeniesienie do 2 pułku strzelców podhalańskich w Sanoku na stanowisko dowódcy batalionu. Na stopień podpułkownika został awansowany ze starszeństwem z dniem 19 marca 1937 roku i 53. lokatą w korpusie oficerów piechoty. Według stanu z marca 1939 sprawował stanowisko dowódcy 3 batalionu strzelców w Rembertowie.
Po wybuchu II wojny światowej uczestniczył w czasie kampanii wrześniowej na stanowisku dowódcy 3 batalionu strzelców do 11 września 1939. Po klęsce wojny obronnej i agresji ZSRR na Polskę przedostał się na Zachód. Został oficerem Wojska Polskiego we Francji. W stopniu podpułkownika był dowódcą 9 pułku piechoty podczas kampanii francuskiej w 1940. Później wstąpił do Polskich Sił Zbrojnych. Od września 1941 w stopniu podpułkownika był dowódcą I batalionu 1 Samodzielnej Brygady Spadochronowej, sformowanej w Wielkiej Brytanii. 16 stycznia 1942 roku objął dowództwo 1 batalionu strzelców podhalańskich. Z dniem 10 maja 1942 roku został przeniesiony do Oddziału VI Sztabu Naczelnego Wodza w Londynie. 6 maja 1943 roku został wyznaczony na stanowisko dowódcy 1 Brygady Strzelców. Do 24 sierpnia 1944 roku, w stopniu pułkownika, dowodził 3 Brygadą Strzelców. Walczył w bitwie o Mont Ormel. Przeniesiony do dyspozycji Dowódcy Jednostek Wojska w Wielkiej Brytanii. Na początku 1945 mianowany Komendantem Obozów Szkolno-Rozdzielczych w Findo-Gask w Szkocji. 
Po zakończeniu wojny pozostał na emigracji w Wielkiej Brytanii. Zmarł 2 czerwca 1948 i został pochowany na cmentarzu Corstorphine Hill w szkockim Edynburgu.

## Ordery i odznaczenia
- Krzyż Srebrny Orderu Virtuti Militari nr 10404[26] „za kampanię we Francji, Belgii, Holandii i Niemczech 1944–1945”[27]
- Krzyż Niepodległości (16 września 1931)[28]
- Krzyż Walecznych (trzykrotnie, „za czyny męstwa i odwagi wykazane w bojach toczonych w latach 1918–1921”)
- Krzyż Walecznych („za czyny męstwa i odwagi wykazane w wojnie rozpoczętej 1 września 1939 roku”)[29]
- Srebrny Krzyż Zasługi (10 listopada 1928)[30]